# Dominik Nerz
Dominik Nerz (Wangen im Allgäu, 25 augustus 1989) is een voormalig Duits wielrenner.

## Biografie
Nerz werd geboren in Wangen im Allgäu, een plaatsje in Zuid-Duitsland vlak bij de grens tussen Oostenrijk en Zwitserland. In 2006, toen Nerz zeventien jaar oud was, werd hij nationaal kampioen ploegenachtervolging bij de junioren. Een jaar later won hij onder meer de juniorenwedstrijden de Ronde van Toscane en de Napoleoncup.
In 2008 reed hij voor Team Ista, waarmee hij onder meer de Ronde van Turkije en de Rothaus Regio-Tour reed. Hij won in 2009 een bergrit in de Ronde van de Aostavallei, een belangrijke beloftenkoers. Ook reed hij dat jaar goede klassementen in de Girobio en de Ronde van Saksen. Door deze prestaties tekende Nerz in 2010 zijn eerste profcontract bij het Duitse Team Milram en werd daar de jongste renner van het team, in de schaduw van kopmannen Linus Gerdemann en Gerald Ciolek. Hij reed dat jaar een goed eerste profjaar, met name in de Ronde van het Baskenland en in de Ronde van Oostenrijk. Hij reed zich ook naar een achtste plek in de Zwitserse eendagswedstrijd GP Kanton Aargau. Eind 2010 werd bekend dat Milram niet verderging als sponsor van het team en er werd geen nieuwe sponsor gevonden. Nerz tekende in 2011 een tweejarig contract bij Liquigas-Cannondale. Hij reed dat jaar zijn eerste grote ronde, de Ronde van Spanje. Met een 38e plaats in het algemeen klassement was Nerz een van de beste jonge renners. In 2012 reed hij een verdienstelijke eerste Ronde van Frankrijk met een 47e plaats in het algemeen klassement en werd hij zesde in het algemeen klassement van de Ronde van Slovenië. Nerz stapte in 2013 over naar BMC Racing Team en wordt daar gezien als een toekomstig ronderenner. Hij reed zich dat jaar naar een twintigstee plek in het Critérium du Dauphiné en een dertiende plaats in de Ronde van Polen. In de zware Ronde van Spanje was Nerz samen met Ivan Santaromita gedeeld kopman. Nerz maakte daarin een sterke indruk bergop. Uiteindelijk eindigde hij als veertiende in het eindklassement, zijn hoogste notering in een grote ronde.

## Overwinningen
2006
 Duits kampioen ploegenachtervolging, Junioren (met Fabian Schaar, Michael Riedle en Christopher Schmieg)
2007
1e etappe Ronde van Toscane, Junioren
Eindklassement Ronde van Toscane
3e etappe deel A Trofeo Karlsberg
2009
 Duits kampioen op de weg, Beloften
6e etappe Ronde van de Aostavallei
2015
1e etappe Ronde van Trentino (ploegentijdrit)

## Resultaten in voornaamste wedstrijden
| Jaar | Ronde van Italië | Ronde van Frankrijk | Ronde van Spanje |
| ---- | ---------------- | ------------------- | ---------------- |
| 2010 |                  |                     |                  |
| 2011 |                  |                     | 38e              |
| 2012 |                  | 47e                 |                  |
| 2013 |                  |                     | 14e              |
| 2014 |                  |                     | 18e              |
| 2015 |                  | opgave              |                  |
| 2016 |                  |                     |                  |

| Jaar | Milaan-San Remo | Luik-Bast.‑Luik | Ronde van Lombardije | Waalse Pijl |  | WK op de weg |  | Wereldranglijsten |
| ---- | --------------- | --------------- | -------------------- | ----------- |  | ------------ |  | ----------------- |
| 2010 |                 |                 |                      | 74e         |  |              |  | 257e (UWK)        |
| 2011 |                 | opgave          | opgave               | opgave      |  |              |  | 181e (UWT)        |
| 2012 |                 | 44e             |                      | 78e         |  |              |  |                   |
| 2013 |                 | 86e             |                      | 54e         |  | opgave       |  | 118e (UWT)        |
| 2014 |                 |                 |                      |             |  | 38e          |  | 115e (UWT)        |
| 2015 |                 | 48e             | 31e                  |             |  |              |  |                   |
| 2016 | 63e             | opgave          |                      |             |  |              |  |                   |

## Ploegen
- 2008 –  Team Ista
- 2009 –  Continental Team Milram
- 2010 –  Team Milram
- 2011 –  Liquigas-Cannondale
- 2012 –  Liquigas-Cannondale
- 2013 –  BMC Racing Team
- 2014 –  BMC Racing Team
- 2015 –  Bora-Argon 18
- 2016 –  Bora-Argon 18